# Isohypsibius sattleri
Isohypsibius sattleri är en djurart som tillhör fylumet trögkrypare, och som först beskrevs av Ferdinand Richters 1902.  I den svenska databasen Dyntaxa används istället namnet Isohypsibius bakonyiensis. Isohypsibius sattleri ingår i släktet Isohypsibius och familjen Hypsibiidae. Arten är reproducerande i Sverige. Inga underarter finns listade i Catalogue of Life.